# Technologie sous la dynastie Song
Vous lisez un « bon article » labellisé en 2011.  Il fait partie d'un « bon thème ».

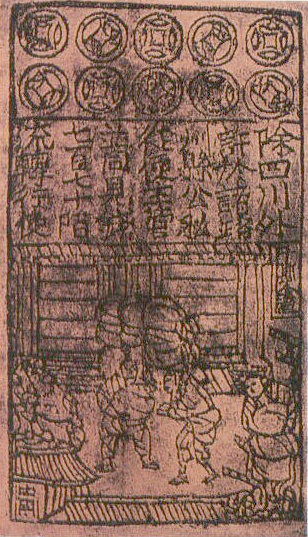
Jiaozi, le premier billet de banque au monde, une innovation de la dynastie Song.

La dynastie Song (chinois : 宋朝 ; 960–1279) apporte les avancées techniques les plus significatives de l'histoire de la Chine, dont la plupart émanent des talentueux fonctionnaires recrutés par les examens impériaux.
L'ingéniosité des avancées en génie mécanique est une longue tradition en Chine. L'ingénieur de la dynastie Song Su Song admet que lui et ses contemporains se sont appuyés sur les travaux d'anciens tels que Zhang Heng (78-139), un astronome, inventeur et maître en matière d'engrenages. L'utilisation des caractères d'imprimerie mobiles accélère l'usage déjà répandu de blocs en bois afin de pouvoir éduquer les étudiants confucianistes et le peuple. L'apparition de nouvelles armes utilisant de la poudre noire permet aux Song de survivre face à leurs ennemis, les dynasties Liao, des Xia occidentaux et des Jin, jusqu'à l'effondrement de la dynastie sous les coups des Mongols de Kubilai Khan à la fin du XIIIe siècle.
Des avancées notables en génie civil, génie maritime et métallurgie sont faites en Chine durant la période Song, comme l'introduction de moulins à vent en Chine durant le XIIIe siècle. Ces avancées, avec l'apparition du billet de banque, aident la révolution et le maintien de l'économie de la dynastie Song.

## Polymathie et génie mécanique

### Polymathie

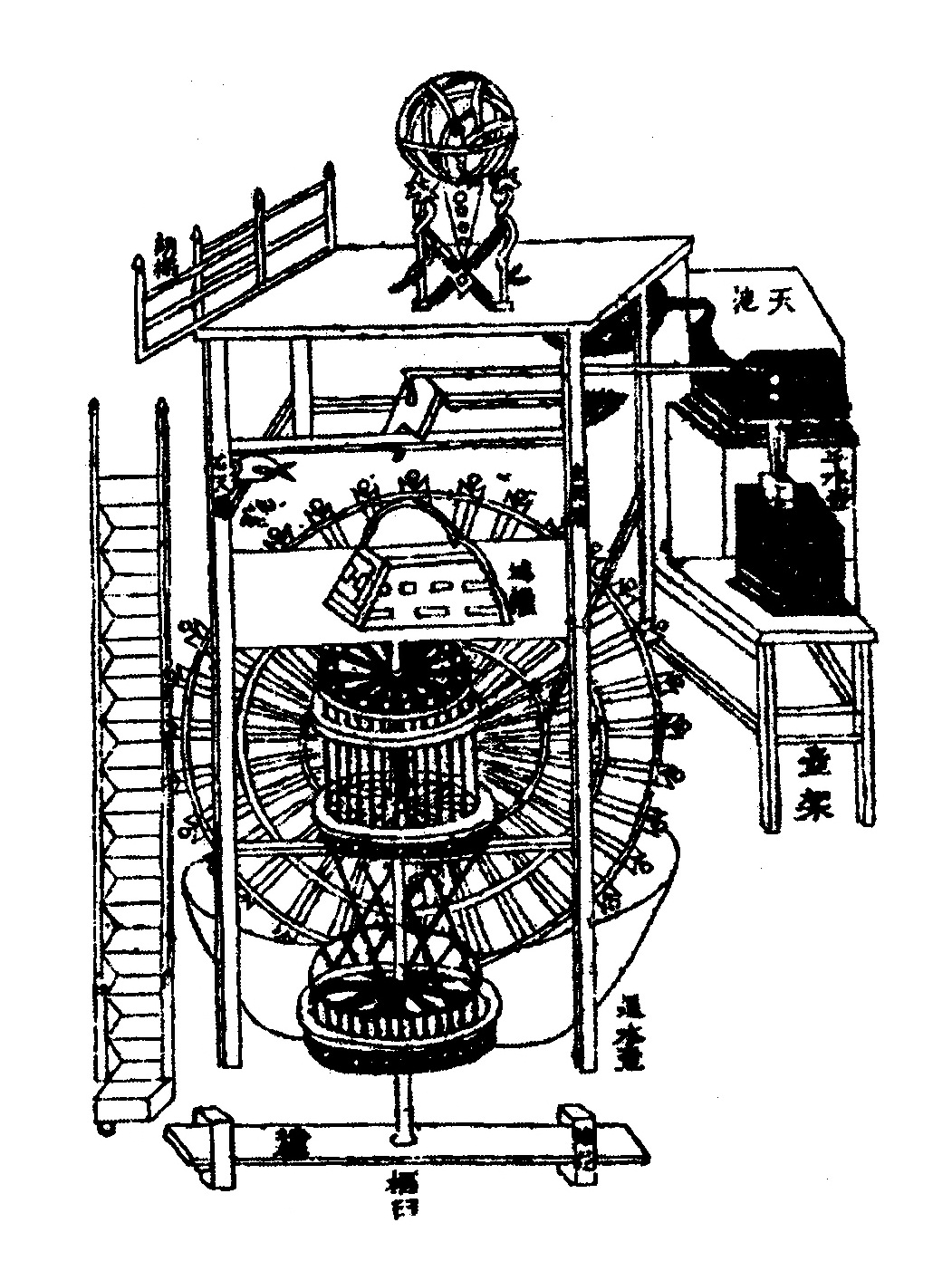
Diagramme original du livre de Su Song en 1092, montrant le mécanisme interne de sa tour horloge avec la clepsydre, une roue à aubes avec des mesures et des échappements, un mécanisme par chaîne, la sphère armillaire couronnant le tout et la roue qui actionne des tambours, cloches et gongs pour annoncer les heures.

Les personnalités polymathes comme Shen Kuo (1031-1095) et Su Shi (1020-1101) incarnent le début de l'âge d'or de la science et de la technique sous la période Song. Shen est connu pour sa découverte du vrai Nord et de la déclinaison magnétique du pôle Nord en calculant des mesures plus précises des méridiens. Il corrige également le calcul de la position de l'étoile polaire qui s'est déplacée au cours des siècles. Cela permet aux marins de naviguer sur les mers de façon plus efficace grâce à la boussole, également conçue par Shen. Ce dernier est également réputé pour sa description des découvertes de Bi Sheng, l'inventeur des caractères d'imprimerie mobiles. Shen s'intéresse aussi à la géologie, en formulant la théorie de géomorphologie et des changements climatiques à travers le temps, après avoir observé d'étranges phénomènes naturels,. En utilisant les connaissances de l'époque sur les éclipses solaires et lunaires, il prétend que le Soleil et la Lune sont sphériques et non plats, tout en développant le raisonnement des précédents astronomes chinois. Avec son collègue Wei Pu du bureau d'Astronomie, Shen utilise des hypothèses cosmologiques en décrivant les variations des mouvements des planètes,. Une des principales réussites de Shen, avec l'aide de Wei Pu, est la correction du calcul de l'orbite de la Lune, en observant son parcours trois fois par nuit pendant cinq ans. Malheureusement, Shen a de nombreux ennemis politiques à la cour qui sont déterminés à saborder son travail. La cour accepte complètement ses nouveaux calculs sur les orbites lunaire et solaire, mais n'adopte que partiellement sa théorie sur les mouvements des planètes.
Su Song, un de ses adversaires politiques, écrit un fameux traité pharmaceutique en 1070, le Bencao Tujing, qui aborde la botanique, la zoologie, la métallurgie et la minéralogie,. Cet ouvrage inclut des applications médicinales, dont l'usage d'éphédrine comme médicament. Il est également l'auteur d'un important atlas céleste composé de cinq cartes du ciel et d'un vaste écrit illustré sur la cartographie qui a aidé à résoudre les tensions frontalières entre les Song et leurs voisins Khitans de la dynastie Liao. Toutefois, Su est plus connu pour sa tour horloge astronomique, couronnée d'une sphère armillaire actionnée mécaniquement, qui est érigée dans la capitale Kaifeng en 1088. Le mécanisme d'échappement utilisé pour actionner l'horloge de Su ne sera utilisé en Europe que deux siècles plus tard,. La tour horloge de Su utilise aussi la première transmission par chaîne connue dans le monde, comme son traité d'horlogerie l'indique en 1092. L'enthousiasme de ces deux hommes à engager des fonctionnaires hautement qualifiés dans les différentes sciences a eu un bénéfice à la fois sur l'administration, l'organisation militaire, l'économie et le peuple.

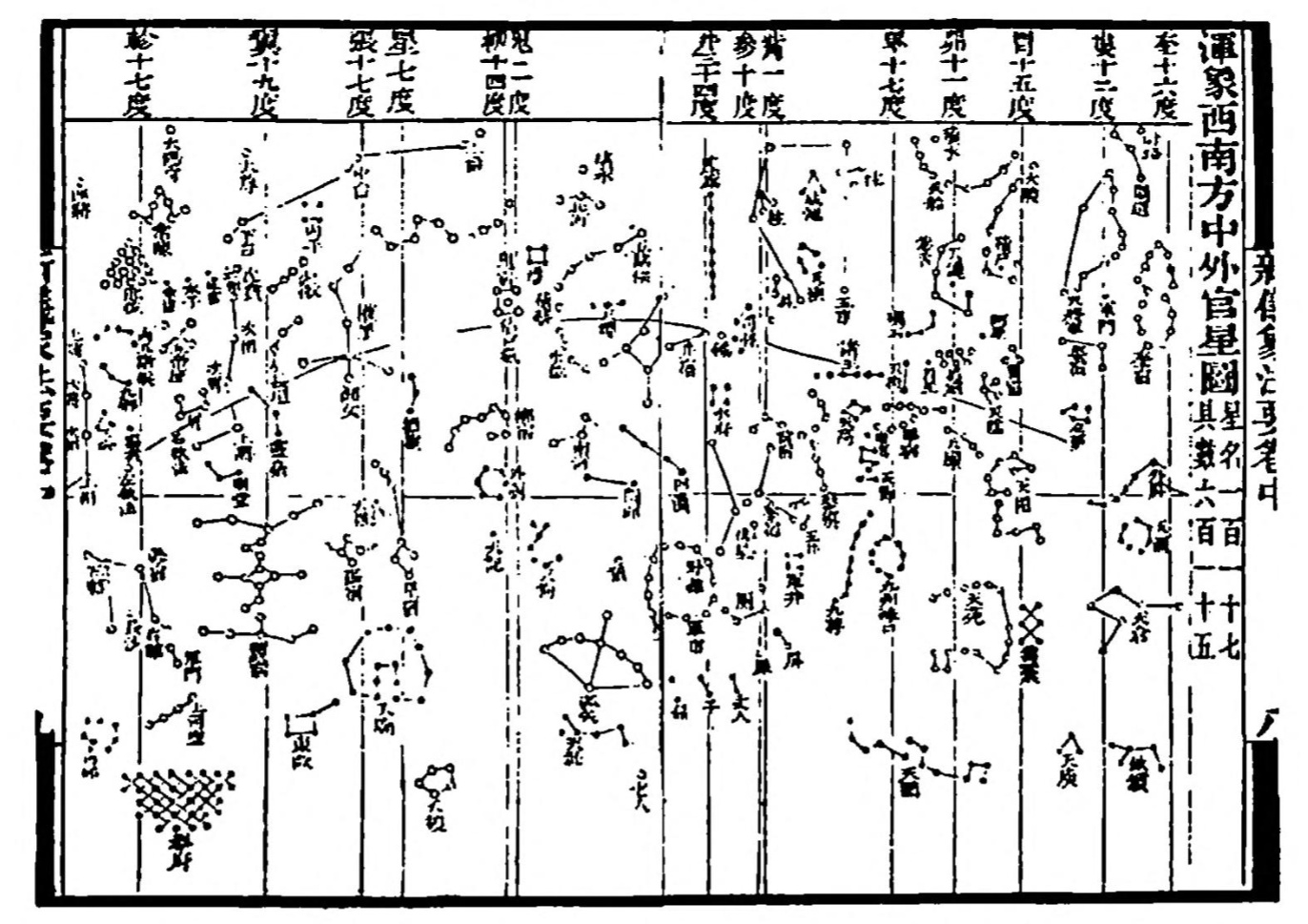
Une des cinq cartes du ciel publiées dans le livre sur l'horlogerie et l'astronomie de Su Song en 1092, mettant en avant la position correcte de l'étoile Polaire, découverte par Shen Kuo.

Les intellectuels comme Shen Kuo touchent à divers sujets comme les mathématiques, la géographie, la géologie, l'économie, le génie civil, la médecine, la critique d'art, l'archéologie, la stratégie militaire et la diplomatie entre autres,. Au cours d'une courte mission d'inspection des frontières, Shen Kuo dessine une carte en relief en bois et colle, afin de montrer les montagnes, routes, rivières et passages aux autres fonctionnaires. Il reproduit chaque situation possible sur un plateau de jeu, et la possibilité d'une campagne plus longue pour tester les limites en approvisionnement de ses hommes. Shen Kuo est aussi connu pour l'amélioration de la conception de clepsydres, de sphères armillaires, du gnomon et de lunettes astronomiques. Ceci lui a permis d'améliorer ses observations de l'étoile Polaire et d'autres corps célestes. Il a également mené des expériences sur les chambres noires quelques dizaines d'années après la première expérimentation de Alhazen (965–1039).

### Odomètre et chariot pointant le sud
Il existe de nombreuses personnalités importantes de l'époque Song, autres que Shen Kuo et Su Song, qui ont grandement contribué aux innovations technologiques de cette période. Bien que le système mécanique de mesure des distances par un chariot appelé odomètre est connu en Chine depuis la dynastie Han, le Song Shi, compilé en 1345, fournit une description plus détaillée que les anciennes sources chinoises. Le Song Shi indique que :
« L'odomètre. [Le chariot de mesure des distances] est peint en rouge, avec des images de fleurs et d'oiseaux sur les quatre côtés et est construit en deux étages, joliment ornés de sculptures. À chaque li parcouru, la figure en bois d'un homme de l'étape inférieur frappe un tambour. Tous les 10 li, la figure de l'étage supérieur frappe une cloche. Les extrémités du chariot sont des têtes de phœnix et le tout est tiré par quatre chevaux. Son escorte était autrefois composée de 18 hommes, mais depuis la quatrième année de la période de règne Yongxi (987) l'empereur Taizong l'a augmenté à 10. La cinquième année de la période de règne Tian-Sheng (1027), le Chambellan en chef Lu Daolong a présenté des spécifications pour la construction d'odomètres comme suit : […] »
Ce qui suit est une longue dissertation écrite par le Chambellan en chef Lu Daolong sur la taille des roues et des engins. Toutefois, le paragraphe de conclusion donne une description finale sur l'usage ultime de ce matériel :
« Lorsque la roue horizontale centrale a effectué une révolution, le chariot aura parcouru un li et la figure en bois de l'étage inférieur frappera le tambour. Lorsque la roue horizontale supérieure a fait une révolution, le chariot aura parcouru dix li et la figure de l'étage supérieur frappera la cloche. Les rouages utilisés, grands et petits, mesurent 200 mm au total, avec un total de 285 dents. Ainsi, le mouvement est transmis par des chaînes, les « dents de chien », mutuellement les unes avec les autres, de sorte que par chaque révolution tout revient à son point de départ. »
De plus, le système d'odomètre de la période Song est couplé avec un système de chariot pointant le sud, qui est inventé la première fois par le mécanicien Ma Jun (200-265). Ce chariot est un véhicule à roues qui contient des rouages différentiels, utilisés de nos jours dans les automobiles modernes pour appliquer un même couple à des roues tournant à des vitesses différentes. Le rouage différentiel est utilisé ici pour maintenir une figurine pointant une direction dans une position fixe vers le sud. Ce système utilise donc des mécanismes complexes plutôt qu'une boussole magnétique. Yan Su (燕肃; c. 961–1040), le directeur divisionnaire du ministère du Travail, recrée un chariot pointant le sud en 1027. Les spécificités employées dans sa conception sont conservées dans le Song Shi. Yan est un polymathe comme Shen Kuo et Su Song, qui a contribué à l'amélioration de conception de clepsydres, écrit des fonctions harmoniques, des théories sur les marées, etc.. Le Song Shi établit que l'ingénieur Wu Deren combine le chariot pointant le sud et l'odomètre en 1107 :
« La première année de la période du règne Da-Guan (1107), le chambellan Wu Deren a présenté les spécifications d'un chariot pointant le sud et d'un odomètre. Les deux véhicules ont été fabriqués, et le premier utilisé pour la première fois cette année lors de la grande cérémonie du sacrifice ancestral. »
Le texte décrit ensuite en détail la conception du mécanisme interne des deux systèmes combinés en un seul.

### Monuments pivotants

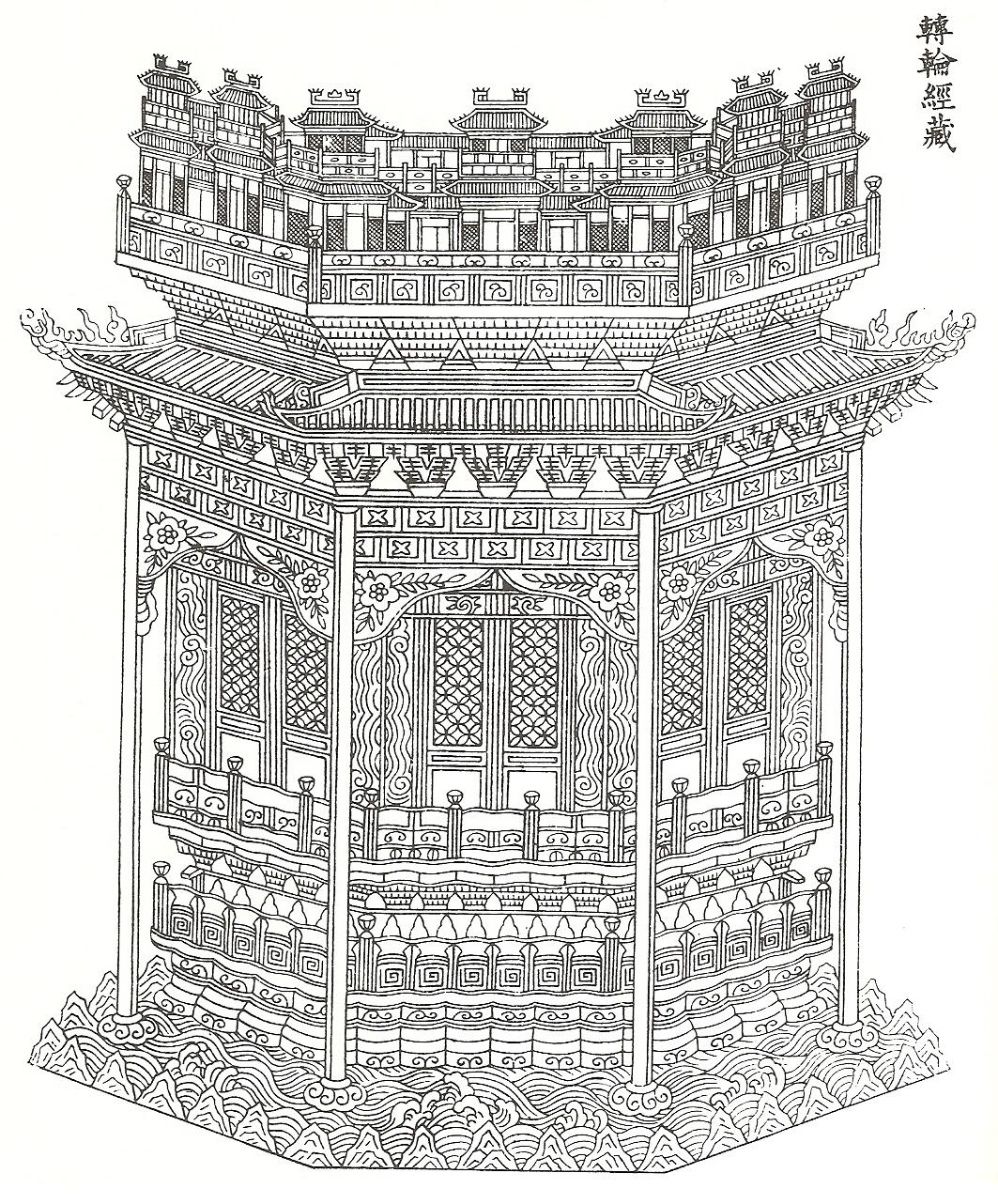
Monument pivotant dans le Yingzao Fashi.

En plus des clepsydres, sphères armillaires hydrauliques, odomètres et chariots pointant le sud, il existe d'autres systèmes mécaniques qui ont été développés durant la dynastie Song. Bien que les références littéraires sur les bâtiments pivotants mécaniques dans les temples bouddhistes remontent à 823 durant la dynastie Tang, leur usage se répand durant la période Song. De plus, le plus ancien bâtiment pivotant encore existant de nos jours date de la dynastie Song. Il a été découvert dans le monastère Longxing à Zhengding, dans la province du Hebei,. En outre, les neuf bâtiments pivotants les plus connus datent de cette époque et l'un d'eux est décrit dans le Yingzao Fashi (« Traité sur les méthodes d'architecture ») de Li Jie, écrit en 1103,. Le temple Kaifu près de Changsha abrite un bâtiment pivotant qui est actionné par cinq rouages. Celui du temple Nanchan à Suzhou possède un système de frein. Les sinologues n'ont pas réussi à percer tous les mystères de son fonctionnement puisque de tels systèmes sont apparus pour la première fois en Europe sous Léonard de Vinci. Plus tard, le voyageur musulman Shah Rukh (fils du seigneur de guerre turco-mongol Tamerlan) visite la Chine de la dynastie Ming en 1420 et décrit un bâtiment pivotant dans la ville de Ganzhou, province du Gansu. Il le nomme « kiosque » :
« Dans un autre temple, il y a un kiosque octogonal, qui possède quinze étages. Chaque étage contient des appartements décorés de laque, avec des vestibules et des vérandas... Il est entièrement fabriqué de bois poli et doré de telle façon qu'il semble être fait d'or brut. Il y a une cave en dessous. Un manche en acier fixé au centre du kiosque le traverse de haut en bas et la base de l'édifice est un plateau d'acier, tandis que l'extrémité supérieure sert de support au toit du pavillon. Ainsi, une personne dans la cave peut grâce à un léger effort faire pivoter ce grand kiosque. Tous les charpentiers, forgerons et peintres du monde apprendraient quelque chose pour leur métier en venant ici ! »

### Machine à tisser

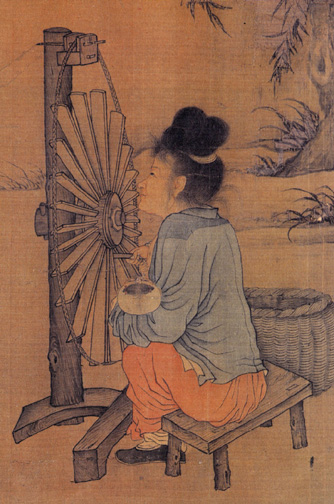
Détail de La Roue à tisser, par Wang Juzheng, période des Song du Nord (960–1127).

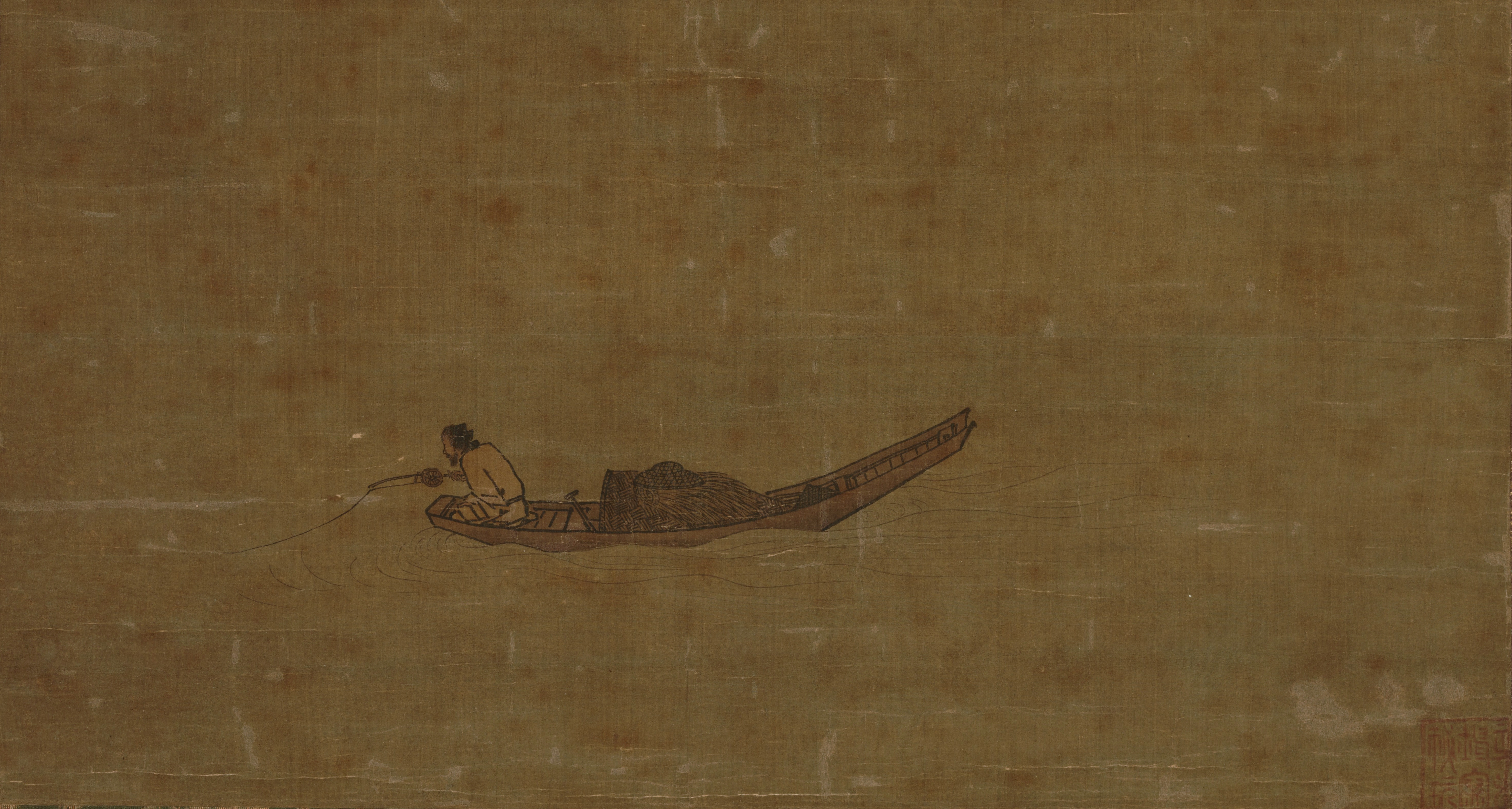
Pêcheur sur un lac hivernal, peint en 1195 par Ma Yuan, la plus ancienne représentation connue d'un moulinet.

Dans le domaine de la manufacture textile, Joseph Needham (1900-1995) prétend que les Chinois ont inventé la roue à tisser au XIIe siècle, et écrit que le mécanisme de commande par courroie est connu depuis le XIe siècle. Le livre de Qin Guan, Can Shu (« Livre de sériciculture »), datant de 1090, décrit une machine à enrouler la soie par oscillation. La soie est liée et enroulée à la bobine principale grâce à un mouvement de pédale. Dans ce système, le bras principal est actionné par un entraînement par courroie. Cette machine est illustrée dans le livre Geng Zhi Tu en 1237. Une illustration plus élaborée est également fournie dans un livre datant du XVIIe siècle. Le livre de Qin Guan en 1090 décrit :
« La poulie (en gardant la patte excentrée) est pourvue d'une rainure pour la réception de la courroie, une bande sans fin qui répond au mouvement de la machine qui met en rotation continue la poulie. »
Toutefois, Robert Temple écrit en 1986 que le mécanisme de courroie est mentionné pour la première fois par Yang Xiong (53-18 av. J.-C.) dans son « Dictionnaire des expressions locales » en l'an -15. Il écrit : « Elle a été développée pour des machines en rapport avec la fabrication de soie […] qui embobinent les fibres de soie pour les voyages du tisserand ». Temple affirme qu'une machine avec entraînement à courroie et une petite poulie est décrite dans un livre écrit entre 230 et 232. Une corde sans fin a peut-être été utilisée dans les mécanismes à roues à aubes de Du Shi qui actionnent les soufflets des hauts fourneaux au Ier siècle.

## Caractères d'imprimerie mobiles
La technique d'imprimerie par caractères mobiles est inventée par Bi Sheng (毕升; 990–1051) au XIe siècle. Son travail est décrit par Shen Kuo dans son livre Meng xi bi tan. Les caractères mobiles, avec les caractères en bois, contribuent directement à la production de masse d'ouvrages imprimés. De ce fait, les parents peuvent inciter plus facilement leurs fils à apprendre à lire et à écrire afin d'être capables de se présenter aux examens impériaux et de faire partie de la bureaucratie éduquée. Les caractères mobiles sont améliorés sous la dynastie Joseon en Corée, où les caractères en terre cuite de Bi Sheng sont remplacés par des caractères en métal dès 1234. Les caractères de Bi Sheng sont également améliorés par Wang Zhen (1290-1333) qui invente les caractères mobiles en bois en 1298, puis par Hua Sui (1439-1512) qui les fabrique en bronze en 1490. Bien que les caractères mobiles et en bois constituent les techniques principales d'imprimerie pendant des siècles, la presse typographique européenne sera finalement adoptée par les pays d'Asie du Sud-Est.

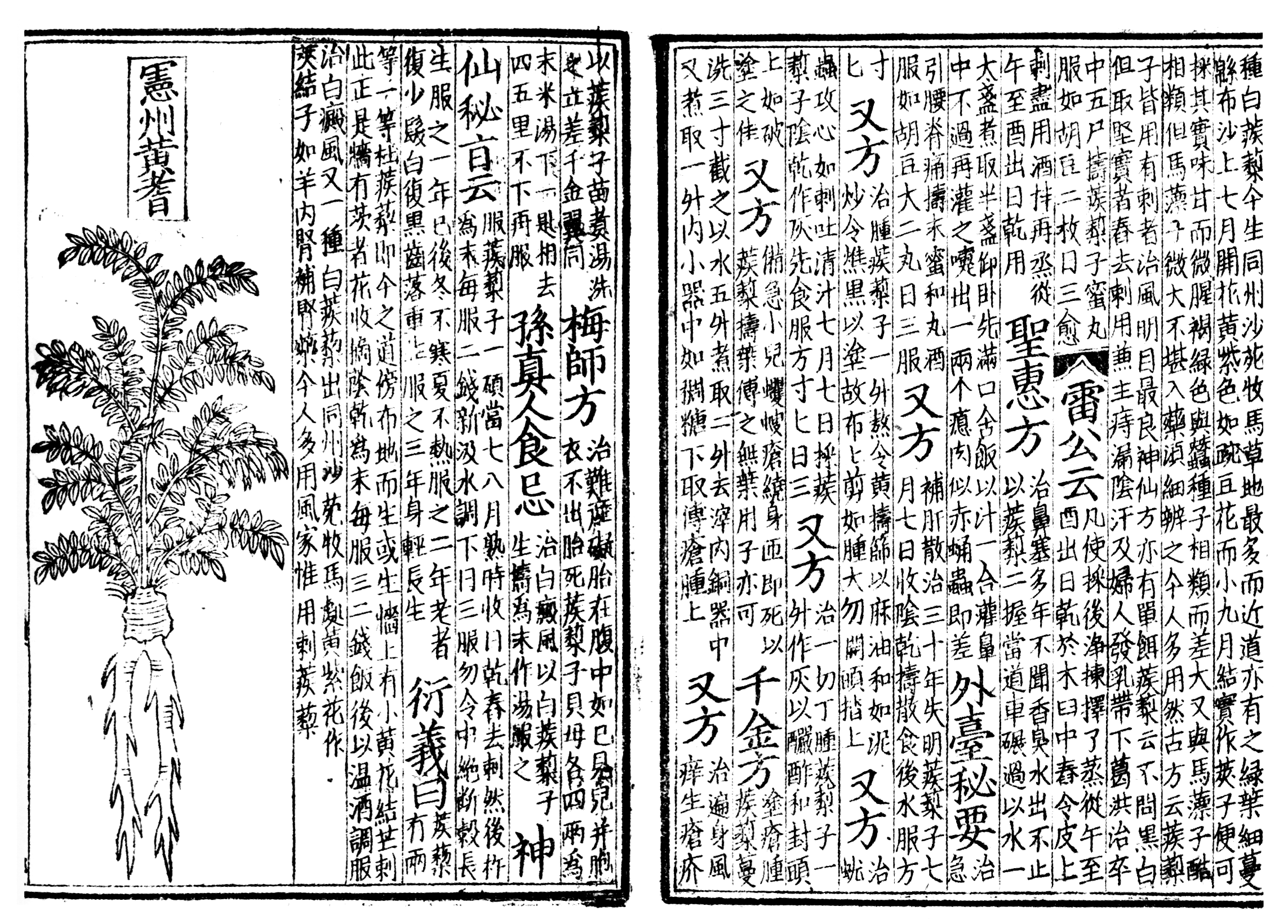
Le Bencao sur la médecine traditionnelle chinoise, imprimé par des caractères en bois en 1249.

La production en masse de papier destiné à l'écriture est déjà bien établie en Chine. Le processus de fabrication du papier est perfectionné et standardisé durant la dynastie Han, par l'eunuque Cai Lun (50-121), en 105. Le papier est d'ailleurs largement répandu pour l'écriture dès le IIIe siècle. Par ailleurs, le papier a bien d'autres usages à cette époque. La dynastie Song est le premier gouvernement au monde à émettre des billets de banque en papier. Le papier toilette est utilisé en Chine depuis le VIe siècle, ainsi que des sacs en papier pour préserver les arômes des thés dès le VIIe siècle. Le papier est aussi utilisé par les fonctionnaires qui ont rendu de grands services et qui sont récompensés par la cour via des cadeaux imprimés sur papier. Sous la dynastie Song, toute l'industrie, publique comme privée, se développe pour répondre aux besoins d'une population croissante qui a dépassé les 100 millions d'individus. Par exemple, pour assurer l'impression des billets de banque en papier, la cour a créé plusieurs forges de monnaie et des usines dans les villes de Huizong, Chengdu, Hangzhou et Anqi. La force de travail dans ce domaine est relativement importante, puisqu'en 1175, il est rapporté que l'usine de Hangzhou à elle seule emploie plus de mille ouvriers chaque jour.

## Poudre noire

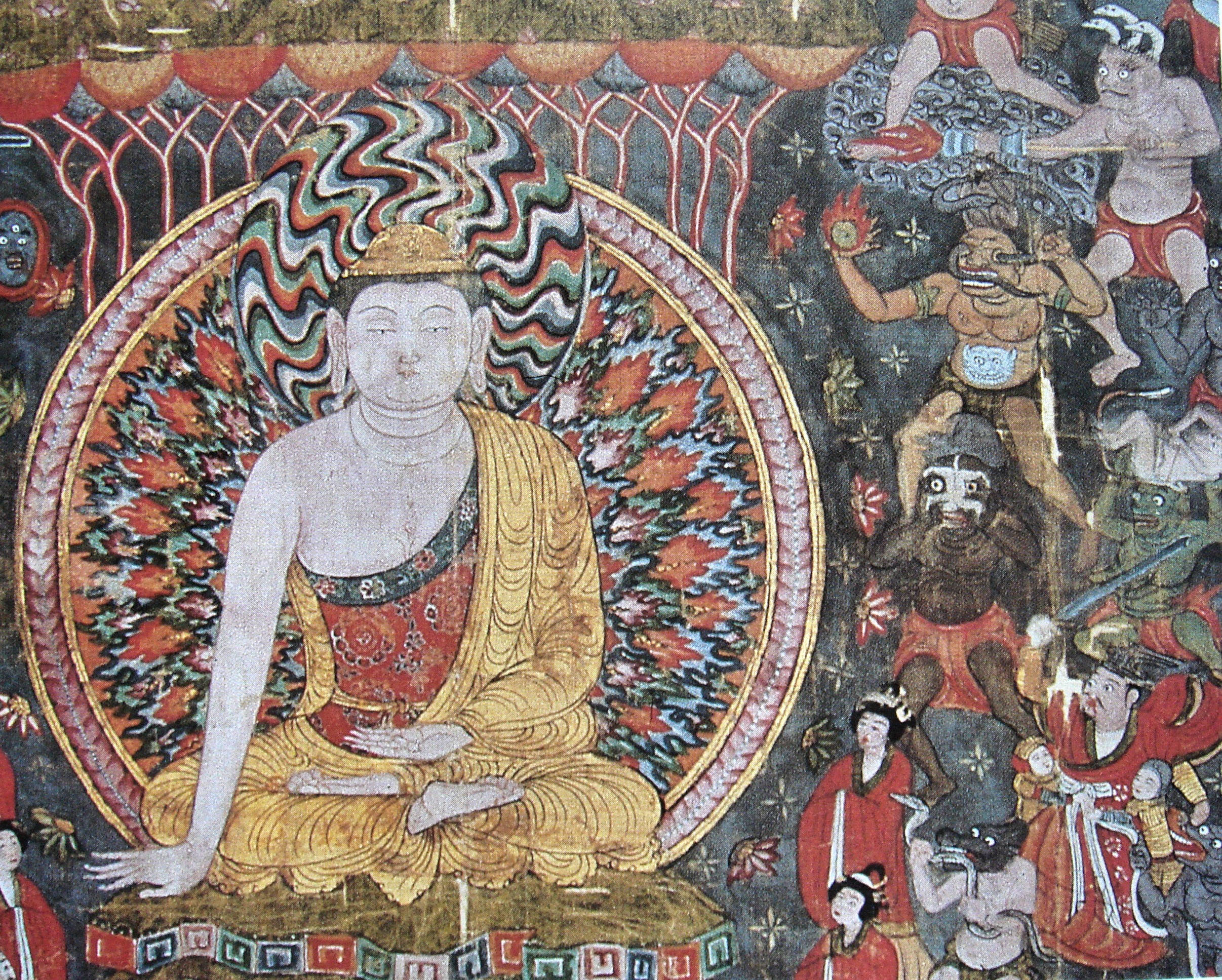
Plus ancienne représentation connue d'une arme à feu (un lance-flammes) et d'une grenade (en haut à droite), sur les murs de grottes à Dunhuang, 950.

Les avancées techniques ont facilité la défense de la dynastie Song face à ces ennemis venus du nord. Le lance-flammes trouve ses origines dans la Grèce byzantine, qui utilisait le feu grégeois (un liquide pétrochimique complexe et hautement inflammable) dans un système avec siphon durant le VIIe siècle. La plus ancienne référence au feu grégeois en Chine remonte à 917, par Wu Renchen dans le Shiguo Chunqiu. En 919, une pompe à projection fonctionnant avec un siphon est utilisée pour répandre « l'huile féroce du feu » qui ne peut pas être éteinte par de l'eau, comme le rapporte Lin Yu dans son Wuyue Beishi. Ceci constitue par conséquent la première référence crédible chinoise d'usage de lance-flamme employant une solution chimique de feu grégeois. Lin Yu mentionne également que « l'huile féroce du feu » est finalement dérivé d'un des contacts maritimes de la Chine dans les mers du Sud, en Arabie. Au cours de la bataille de Langshan Jiang (Rivière de la Montagne de Loup) en 932, la flotte navale du roi Wenmu du royaume de Wuyue défait une armée du Hainan de l'état de Wu. Le succès de Wenmu est facilité par l'usage d'« huile de feu » (huo you) pour brûler la flotte adverse, ce qui constitue le premier usage chinois de poudre noire dans une bataille. Les Chinois utilisent des soufflets à doubles pistons pour pomper le pétrole jusque dans un cylindre (avec un mouvement de va-et-vient), avec à son extrémité une allumette à consommation lente qui enflamme un flot continu de feu. Ce système est décrit et illustré dans le manuscrit militaire Wujing Zongyao datant de 1044. Au cours de la chute de l’État des Tang du Sud en 976, les nouvelles forces navales des Song les ont affrontés sur le fleuve Yangzi Jiang en 975. Les forces Tang tentent d'utiliser des lance-flammes contre les navires Song, mais se retrouvent accidentellement consumés par leur propre feu lorsque de violents vents soufflent dans leur direction.

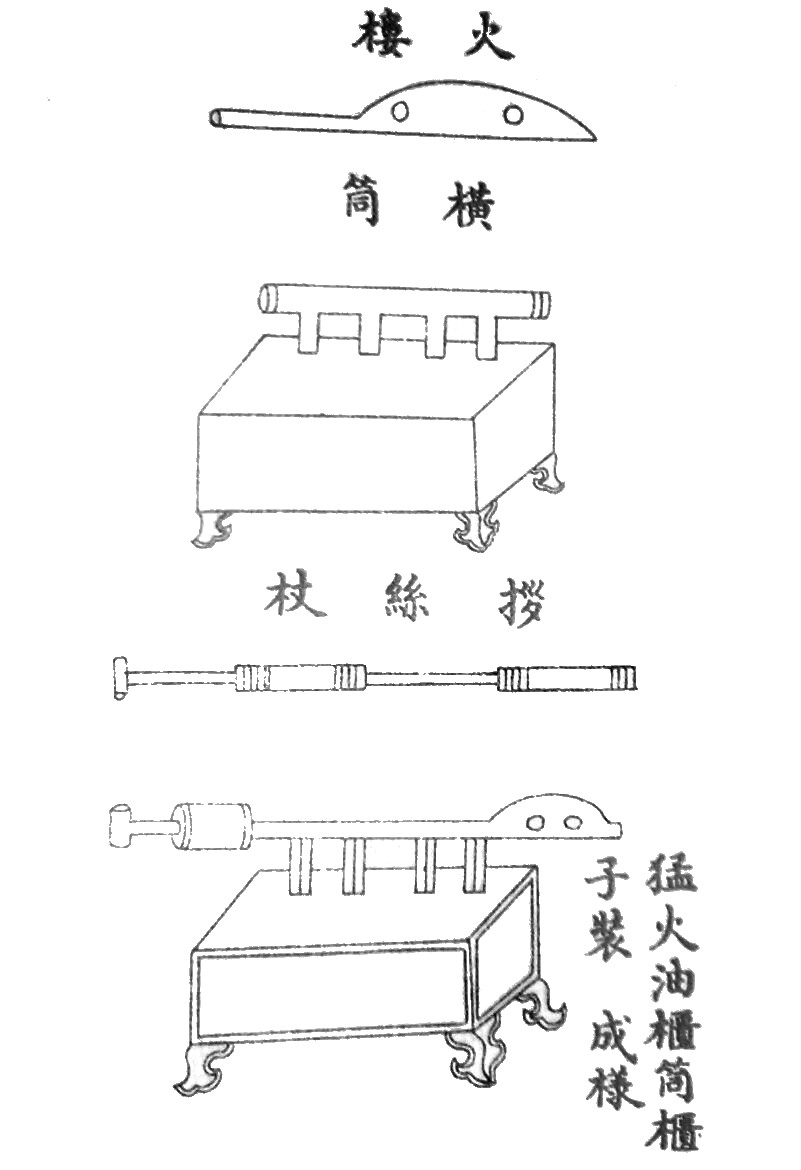
Un lance-flammes chinois, tiré du manuscrit Wujing Zongyao datant de 1044.

Bien que les effets dévastateurs de la poudre noire sont décrits au cours de la dynastie Tang par un alchimiste taoïste, les premières formules écrites connues de poudre noire remontent à 1044 dans le Wujing Zongyao, qui décrit des bombes explosives lancées par des catapultes. Les premiers développements de tonneaux de fusils et de canons datent de la Chine des Song. La première représentation dans les arts chinois du lance-flammes (une combinaison entre un lance-flammes et un fusil) se trouve sur une peinture murale bouddhiste de Dunhuang, datée d'environ 950. Ces lance-flammes sont très répandus au début du XIIe siècle, composés de tubes en bambou projetant des particules de sable, des granulés, des tessons pointus en métal et poterie ou des flèches. Par la suite, le bambou périssable est remplacé par des tubes en acier. à partir de là, le nom de cette nouvelle arme change de « lance de feu » (huo qiang) à « tube de feu » (huo tong). Cet ancêtre du fusil est complété par l'ancêtre du canon, que les Chinois référencent depuis le XIIIe siècle comme « cracheur multiple de balles » (bai zu lian zhu pao). Il est constitué d'un tube de bronze ou d'acier qui est rempli d'une centaine de balles de plomb.
La première représentation connue d'un fusil est une sculpture située dans une grotte du Sichuan, datant de 1128, qui met en scène un personnage qui tient une bombarde, une mèche d'allumage et un boulet de canon. Toutefois, le plus ancien pistolet jamais découvert provient de fouilles menées dans la province du Heilongjiang et daté de l'an 1288. Les Chinois ont également découvert le potentiel explosif des boulets de canons creusés et remplis de poudre à canon. Plus tard, Jiao Yu écrit un manuscrit, le Huolongjing, au milieu du XIVe siècle, dans lequel il décrit le canon en acier de la précédente dynastie Song, connu sous le nom de « coup de tonnerre qui vole dans les nuages » (fei yun pi-li pao). Le manuscrit indique que :
« Les obus sont faits de fonte, aussi grands qu'un bol et qui ont la forme d'une balle. À l'intérieur, on trouve une demi-livre de poudre à canon « magique ». On les envoie voler jusque dans le camp ennemi pour exploser ; et lorsqu'ils arrivent un son comparable au tonnerre est entendu, et des flashs de lumière sont observés. Si dix de ces obus sont tirés avec succès dans le camp ennemi, l'endroit en entier sera enflammé... »

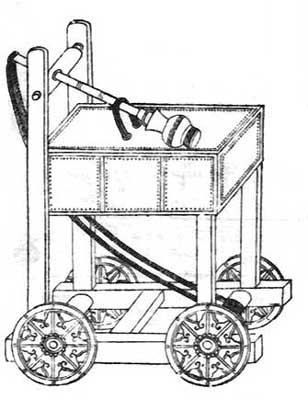
Illustration de la dynastie Ming montrant un trébuchet, comme décrit dans le Wujing Zongyao datant de 1044.

Comme noté précédemment, le changement de terminologie de ces nouvelles armes durant la période Song est progressif. Les canons du début de la dynastie Song sont d'abord appelés de la même manière que les trébuchets chinois. Un fonctionnaire de la dynastie Ming, Mao Yuanyi explique cet usage de terminologie et les vraies origines du canon dans son ouvrage Wubei Zhi, écrit en 1621 :
« Les gens de la dynastie Song utilisaient le trébuchet tournant, le trébuchet unipolaire et le trébuchet du tigre accroupi. Ils sont tous appelés « trébuchets de feu » car ils sont utilisés pour projeter des armes de feu comme des boules de feu et des piques de feu. Ils étaient des ancêtres du canon. »
Le Huolongjing datant du XIVe siècle est également un des premiers textes chinois à décrire consciencieusement l'usage de mines explosives, qui ont été utilisées à la fin de la dynastie Song contre les Mongols en 1277, avant d'être réutilisées plus tard par la dynastie Yuan. L'apparition des mines explosives est créditée à Luo Qianxia lors de la campagne de défense contre les envahisseurs mongols menés par Kubilai Khan. Des textes chinois postérieurs révèlent que les mines chinoises sont actionnées en déchirant une corde ou par le mouvement de pièges, qui libère un poids en silex dont l'extrémité provoque des étincelles qui enflamment les explosifs des mines. Par ailleurs, la dynastie Song utilise sur les champs de bataille les premières fusées propulsées par poudre noire au début du XIIIe siècle, sous sa forme archaïque de « flèches de feu ». Au cours de la chute en 1126 de la capitale des Song du Nord, Kaifeng, Xia Shaozeng écrit que 20 000 flèches de feu sont récoltées par les Jurchens après leur conquête. Un texte plus ancien, le Wujing Zongyao (« Collection des techniques militaires les plus importantes »), écrit en 1044 par les fonctionnaires Song Zeng Kongliang et Yang Weide, décrit l'usage de balistes qui tirent des courtes flèches enflammées et qui contiennent des paquets de poudre noire à proximité de leur tête. Plus récemment, le Wu Li Xiao Shi, écrit en 1630 (seconde édition en 1664) par Fan Yizhi, affirme que les flèches enflammées sont présentées à l'empereur Song Taizu (r. 960-976) dès 960.

## Génie civil

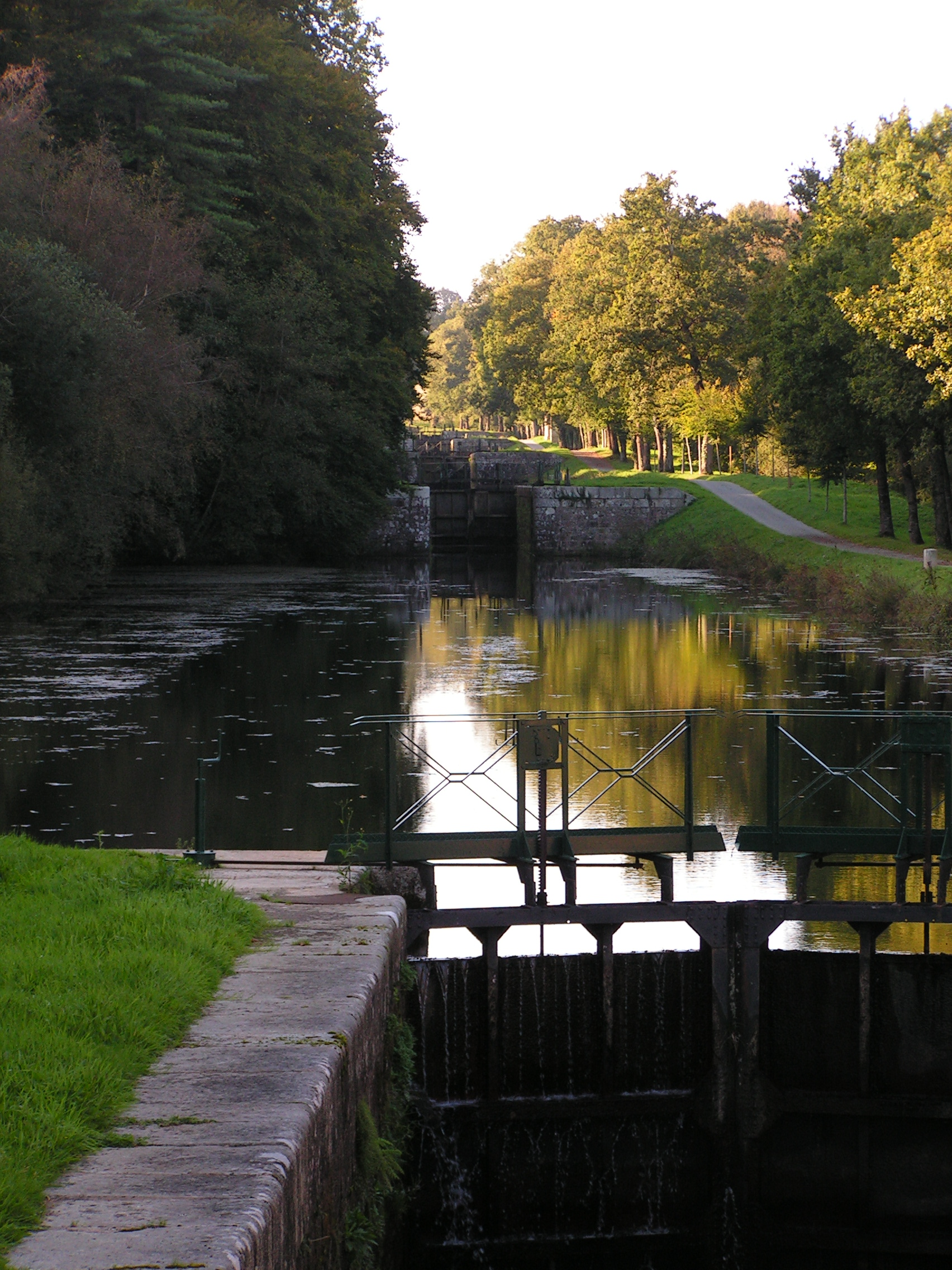
Écluse moderne en France.

Dans la Chine ancienne, le sluice, les écluses et les pertuis sont connus depuis au moins le Ier siècle av. J.-C.. Les écluses à sas sont cependant inventées durant la dynastie Song, en 984 par le commissaire assistant des transports du Hainan, l'ingénieur Qiao Weiyo. À cette époque, les Chinois rencontrent des problèmes de trafic des péniches dans le secteur de Shanyang Yundao sur le Grand Canal. En effet, les navires s'échouent souvent en passant les doubles cales sèches et des bandits locaux les prennent souvent pour cible. Le texte historique Song Shi, compilé en 1345, indique :
« Qiao Weiyo a également construit cinq cales sèches entre Anbei et Huaishi. Chacune d'elles possède dix voies pour permettre aux navires de monter et descendre. Les cargaisons impériales d'impôts en grain étaient lourdes et ont souvent été endommagées ou détruites, avec la perte du grain et un détournement de biens par une cabale de travailleurs en accords avec des bandits locaux. Qiao Weiyo a donc pour la première fois ordonné la construction de deux portes sur le troisième barrage le long de la rivière occidentale (près de Huaiyin). La distance entre les deux portes était de plus de 50 pas et tout l'espace était recouvert d'un grand toit servant d'abri. Les portes sont des « portes tombantes » ; (quand elles sont closes) l'eau s'accumulait jusqu'à ce que le niveau requis soit atteint. Il a également construit un pont horizontal pour protéger leurs fondations. Après cela, le précédent problème fut complètement éradiqué et le passage des bateaux fut assuré sans dérangement majeur. »

Diagramme d'une écluse à sas inventée au X et décrite par Shen Kuo.

Cette pratique se répand largement et est décrite par le polymathe Shen Kuo dans son Meng xi bi tan en 1088. Il y détaille la construction d'une écluse à Zhenzhou (probablement Kuozhou le long du Yangzi Jiang) qui emploie chaque année 500 personnes et a permis d'économiser plus de 1 250 000 ligatures par an. Selon les anciennes méthodes de transport naval, la cargaison des navires était limitée à 21 tonnes par vaisseau. Avec l'introduction des écluses à sas, cette capacité est élevée à 28 tonnes par navire. Shen écrit qu'à cette époque (1080) les bateaux gouvernementaux peuvent transporter jusqu'à 49,5 tonnes, alors que les bateaux privés ont une capacité de 113 tonnes. Il note également que l'utilisation de sluices dans les canaux d'irrigation est la meilleure innovation faite dans le domaine de la fertilisation des sols avec des limons. Toutefois, les besoins agricoles et logistiques entrent en conflit, comme le montre le Dongpo Zhilin de 1060, écrit par Su Shi (1037-1101) :
« Il y a plusieurs années, le gouvernement a construit des sluices pour fertiliser les sols avec du limon, alors que beaucoup de personnes étaient en désaccord avec ce plan. En dépit de toutes les oppositions, il a été mené à bien et a connu un petit succès. Lorsque les flots du Fan Shan sont abondants, les portes restent fermées et cela cause des dommages (en inondant) les champs, tombeaux et maisons. Lorsque le débit diminue à la fin de l'automne, les sluices sont ouverts et les champs sont alors irrigués avec de l'eau chargée de limon, mais le dépôt n'est pas assez épais pour les paysans. Finalement, le gouvernement se fatigue et arrête le projet. À ce propos, je me souviens avoir lu le Jiayipan [du poète] Bai Juyi dans lequel il dit avoir obtenu un poste de Commissaire du trafic. Comme la rivière Bian était trop peu profonde pour permettre le passage des bateaux, il suggéra que les sluices le long de la rivière et du canal devraient rester fermés. Mais le Gouverneur militaire pointa le fait que la rivière était bordée de chaque côté par des champs produisant du grain pour ses troupes et que si l'irrigation était interdite, la fermeture des sluices diminuerait la production de grain. De cela, j'ai appris que durant la dynastie Tang, il y avait des champs gouvernementaux et des sluices bordant la rivière des deux côtés et que l'irrigation continuait en permanence, même lorsque le niveau d'eau était élevé. Si cela a pu être fait avec succès dans les temps anciens, pourquoi cela ne peut-il pas être fait maintenant ? Je devrais enquêter un peu plus sur ce sujet auprès des experts. »
Même si le concept de cale sèche est connu depuis l’Égypte du IIIe siècle av. J.-C. (par les Phéniciens, mais inutilisé jusqu'en 1495 par Henry VII d'Angleterre), le scientifique et homme d’État Shen Kuo écrit qu'il est utilisé pour réparer les bateaux au cours du XIe siècle :
« Au début de la dynastie (965), les deux provinces Zhe (actuellement province du Zhejiang et sud du Jiangsu) ont présenté (au trône) deux bateaux dragons de plus de 60 m chacun. Les aménagements principaux incluent plusieurs ponts avec des cabines luxueuses et des salons, contenant des trônes et des canapés tout prêts pour les voyages impériaux. Après plusieurs années, leurs coques ont pourri et ont eu besoin de réparations, mais le travail était impossible tant qu'ils étaient à flot. Donc, durant la période de règne Xi-Ning (1068 à 1077), un fonctionnaire du palais, Huang Huaixin, a suggéré une solution. Un important bassin fut creusé à l'extrémité nord du lac Jinming, capable de recueillir les bateaux dragons, et des poutres ont été installées en diagonale dans leur fond, maintenus par une fondation de piliers. Ensuite (une brèche a été faite) pour remplir rapidement le bassin d'eau, après quoi les bateaux ont été remorqués au-dessus des poutres. (La brèche désormais fermée), l'eau a été pompée par des roues et ainsi les bateaux sont restés en l'air. Une fois les réparations terminées, l'eau est à nouveau rentrée, afin de remettre à flot les bateaux une nouvelle fois. Finalement, les poutres et piliers ont été démontés et le bassin recouvert d'un toit, afin de le transformer en hangar dans lequel les navires peuvent se protéger des éléments naturels et éviter les dommages causés par une exposition excessive. »

## Génie naval

### Contexte

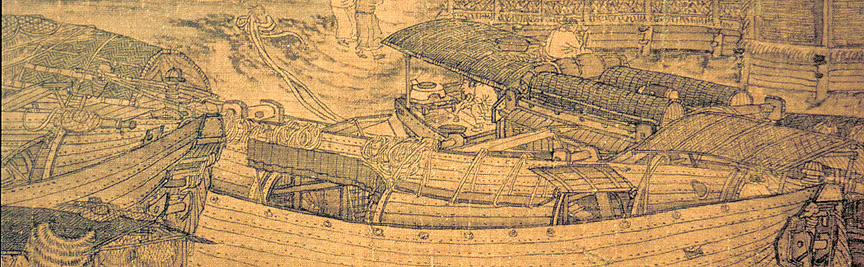
Détails de navires fluviaux mis à quai à Kaifeng, extrait de Le Jour de Qingming au bord de la rivière par Zhang Zeduan (1085–1145).

Les Chinois de la dynastie Song sont des marins habiles qui voyagent vers des escales lointaines jusqu'en Égypte. Ils sont bien équipés pour leurs voyages à l'étranger, dans des grands navires de mer conduits par des gouvernails de poupe et guidés par des boussoles magnétiques. Bien avant que Shen Kuo et Zhu Yu ne décrivent la boussole à aiguille magnétique, le traité militaire Wujing Zongyao écrit en 1044 décrit une boussole à thermorémanence. Celle-ci est une simple aiguille en acier ou en fer qui est chauffée et refroidie avant d'être placée dans un bol d'eau, produisant ainsi un effet d'aimantation faible. Toutefois son usage se cantonne à la navigation terrestre et non maritime.

### Littérature

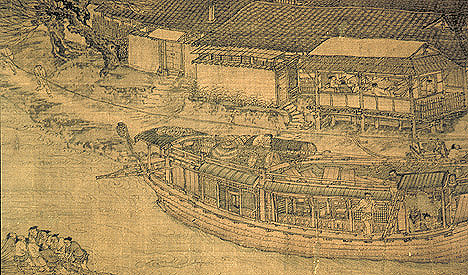
Autre détail de la fresque Le Jour de Qingming au bord de la rivière.

Il existe dans la littérature chinoise de nombreuses descriptions des activités portuaires, du commerce maritime, du commerce extérieur et des navires de commerces eux-mêmes. En 1117, l'auteur Zhu Yu écrit non seulement sur la boussole magnétique, mais également sur une ligne de cent pieds avec un crochet sur le pont du navire, utilisée pour collecter des échantillons de vase au fond de la mer afin que l'équipage puisse en déduire la position du navire en fonction de l'odeur et de l'apparence de la vase. De plus, Zhu Yu décrit des compartiments à cloisons étanches dans la coque des navires afin de se prémunir d'un échouage en cas de dommage de la coque la voile aurique, les voiles tendues sur un mat et la méthode pour battre le vent. Confirmant les écrits de Zhu Yu sur les bateaux à coques compartimentées, un navire datant de 1277 de près de 24 m de long et 9 m de large est découvert en 1973 sous l'eau près de la côte méridionale de la Chine. Cette épave compte 12 compartiments dans sa coque. La culture maritime durant la période de la dynastie Song est accrue par ces nouvelles technologies, qui permettent un plus grand trafic sur les rivières et canaux. Celui-ci est animé par les navires gouvernementaux transportant les impôts en grain, les navires et barges de tributs, les navires marchands privés, une multitude de pêcheurs dans de petits bateaux de pêche et les confortables et luxurieux yachts privés des plus riches.
En plus de Zhu yu, il existe d'autres auteurs chinois importants sur la marine. En 1178, l'officier des douanes de Guangzhou, Zhou Qufei, qui a écrit sur le commerce d'esclaves africains par les Arabes jusqu'à Madagascar, décrit la taille, la solidité en mer et la vie à bord des navires de mer chinois :
« Les bateaux qui naviguent sur la mer du sud et au sud de celle-ci sont comme des maisons. Lorsque les voiles sont déployées elles ressemblent à de grands nuages dans le ciel. Leurs gouvernails mesurent plusieurs dizaines de pieds de long. Un simple navire transporte plusieurs centaines d'hommes et peut contenir une année de réserves de grains. Des cochons sont nourris et du vin est produit à bord. Il n'existe aucune raison de revenir sur la terre ferme une fois que les personnes sont lancées en mer. Au petit matin, lorsque le gong résonne sur le bateau, les animaux peuvent boire à satiété et le personnel et les passagers oublient tous les dangers. […] Le capitaine peut dire « Pour aller vers tel ou tel pays, avec un vent favorable, en autant de jours, nous devrions voir telle ou telle montagne, (alors) le navire doit s'orienter dans telle ou telle direction ». Mais soudainement le vent peut tomber et ne pas être suffisamment fort pour arriver à destination à temps. Dans ce cas, le cap doit être modifié. D'un autre côté, le bateau peut aller au-delà des repères prévus et ainsi se perdre. Une tempête peut surgir, le navire peut être soufflé çà et là, il peut rencontrer des hauts-fonds ou s'écraser sur des rochers cachés […]. Un grand navire avec la cargaison lourde n'a rien à craindre de la haute mer, mais plutôt des eaux peu profondes. »

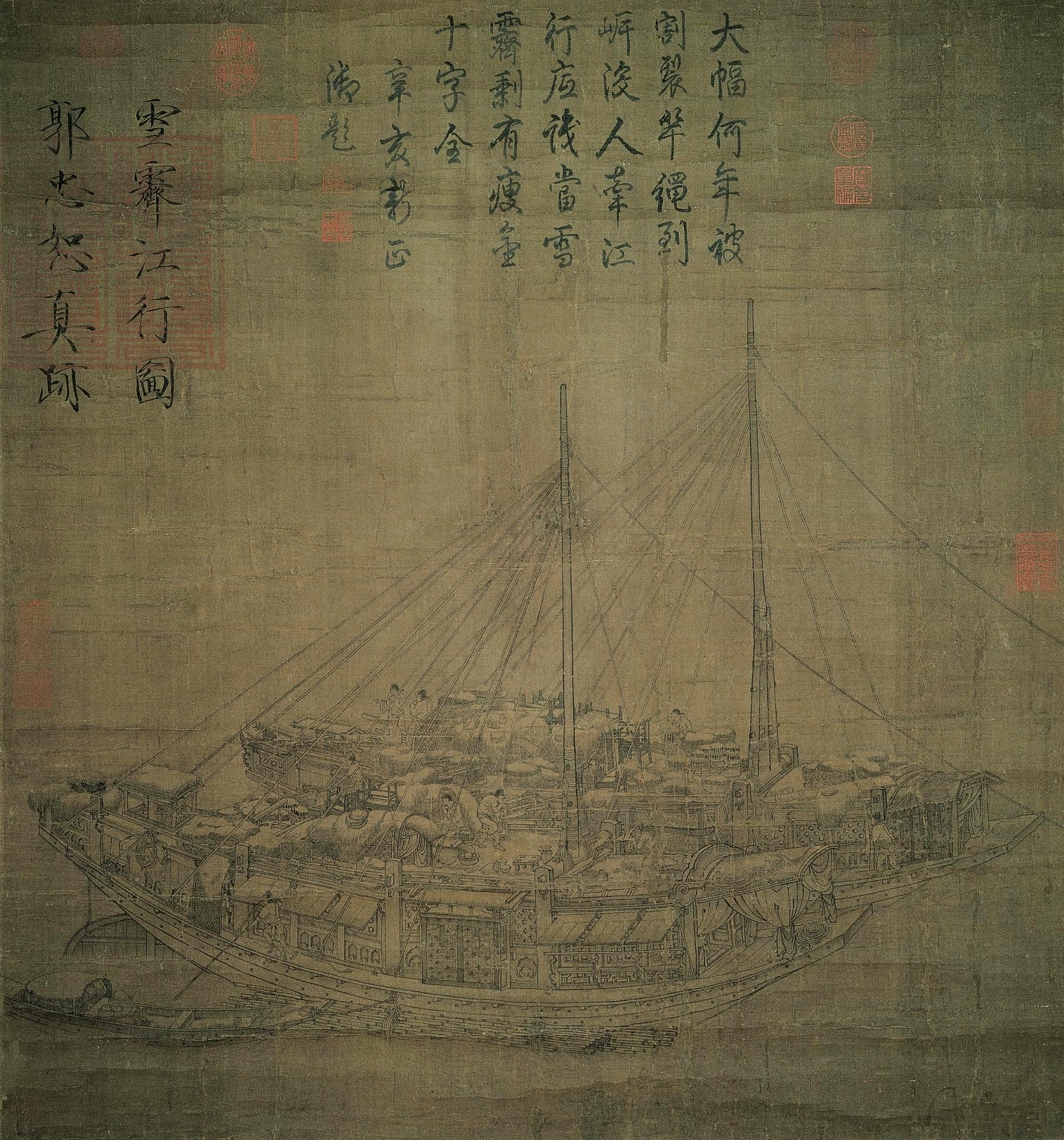
Peinture sur soie de la dynastie Song représentant deux jonques accompagnées par un plus petit bateau. Le bateau en arrière-plan est équipé d'un grand gouvernail monté sur sa poupe.

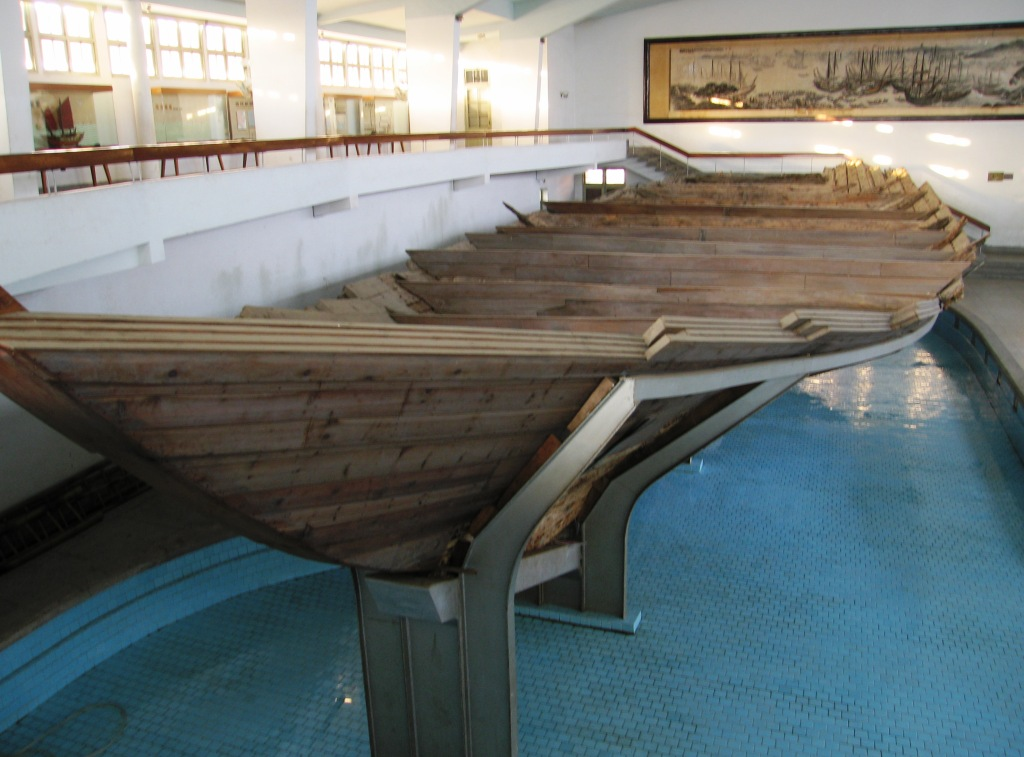
Jonque de la dynastie Song, XIII. Les navires chinois de cette période sont équipés de coque à compartiments de cloisons étanches.

Le voyageur berbère Ibn Battûta (1304–1377) décrit avec plus de détails la marine chinoise que Zhou Qufei. Il note que dans et près des mers de Chine, seules les jonques chinoises sont utilisées pour naviguer sur les eaux. Il remarque que les plus grands bateaux chinois s'enorgueillissent de douze mâts, alors que les plus petits en compte trois. Sur les navires chinois et leurs équipages, Ibn Battûta écrit :
« Les voiles de ces vaisseaux sont fabriqués de bandes de bambou, tissées pour former un matage. Les marins ne les descendent jamais (mais) changent simplement leur direction en fonction de la direction du vent. Lorsque les bateaux jettent l'ancre, les voiles sont encore au vent. Chacun de ces bateaux emploie 1 000 hommes, 600 marins et 400 militaires, dont des archers et des arbalétriers équipés de boucliers et des hommes qui jettent des pots de naphta. Chaque grand vaisseau est suivi par d'autres, un nisfi, un thoulthi et un roubi. Ces vaisseaux sont fabriqués nulle part ailleurs que dans la ville de Zayton (Quanzhou) en Chine ou à Sin-Kilan (Guangzhou). »
Ibn Battûta décrit ensuite les moyens mis en œuvre pour leur construction et apporte une description précise des cloisons des compartiments dans la coque des bateaux :
« Voici la manière dont ils sont construits. deux murs (parallèles) de bois très épais sont montés et dans l'espace entre les deux sont placées des planches très épaisses (les compartiments) sécurisées longitudinalement et transversalement pas de grands clous, chacun mesurant trois aunes de long. Une fois ces murs construits, le pont inférieur est intégré et le navire est lancé avant la fin des travaux supérieurs. Les pièces de bois et ces parties de la coque près de la ligne de flottaison permettent à l'équipage de se laver et d'accomplir leurs nécessités naturelles. Sur les côtés de ces pièces de bois on trouve des rames. Elles sont aussi grandes que les mâts et sont activées par 10 ou 15 hommes (par rame), qui rament debout. »
Bien qu'Ibn Battûta mentionne la taille des équipages marins, il décrit encore la taille des bateaux, mais aussi les luxueuses cabines des marchands à bord :
« Les vaisseaux possèdent quatre ponts, dans lesquels sont répartis les cabines et salons des marchands. Certains possèdent des placards et d'autres commodités. Ils possèdent des portes qui peuvent être verrouillées par leurs occupants. (Les marchands) emmènent avec eux leurs femmes et concubines. Il arrive souvent qu'un homme reste seul dans sa cabine, sans que les autres membres de l'équipage ne s'en rendent compte avant l'arrivée dans un port. Les marins sont aussi accompagnés de leurs enfants dans ces cabines et (dans certaines parties du navire) ils cultivent des herbes, légumes et gingembre dans des bacs en bois. Le commandant d'un tel vaisseau est un grand émir. Quand il met pied à terre, les archers et les Éthiopiens (c'est-à-dire les esclaves noirs) marchent devant lui, portant des javelots et des épées, battant des tambours et jouant de la trompette. Lorsqu'il entre dans la maison d'hôte dans laquelle il réside, ils installent des lances de chaque côté de la porte et y montent la garde le temps de sa visite. »

### Navires à roues à aubes

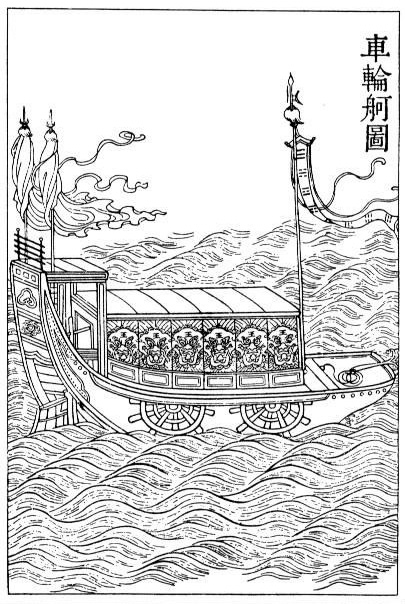
Navire à roues à aubes, 1726.

Durant la dynastie Song une importante attention est donnée à la construction de vaisseaux automoteurs efficients, connus sous le nom d'embarcations à roues à aubes. Toutefois ces dernières sont connues en Chine depuis environ le Ve siècle, et certainement durant la dynastie Tang avec la conception de bateaux de guerre à roues à aubes par Li Gao. En 1134, le commissaire aux transports du Zhejiang, Wu Ge, construit des navires de guerre à roues à aubes équipés de neuf à trente roues. Toutefois, il existe des bateaux à roues à aubes durant la période Song tellement longs qu'ils hébergent 12 roues de chaque côté du vaisseau. En 1135, le célèbre général Yue Fei (1103-1142) tend une embuscade à des rebelles menés par Yang Yao en enchevêtrant les roues à aubes des navires en remplissant le lac par du bois flottant et des bûches pourries. Ceci leur permis donc d'aborder les navires et de remporter une victoire stratégique. En 1161, les bombes et les navires à roues à aubes sont utilisés efficacement par les Chinois Song durant la bataille de Tangdao et la bataille de Caishi contre les Jurchen de la dynastie Jin, qui ont lancé une invasion infructueuse sur le territoire des Song du Sud le long du Yangzi Jiang. En 1183, le commandant naval de Nankin, Chen Tang, est récompensé pour la construction de quatre-vingt-dix navires à roues à aubes et autre vaisseaux de guerre. En 1176, l'empereur Song Xiaozong (r. 162-1189) émet un décret impérial au fonctionnaire de Nankin, Guo Gang (qui désire transformer les embarcations à roues à aubes endommagées en jonques et galères) pour ne pas limiter le nombre de navires à roues à aubes dans les chantiers navals de la marine, car il a une grande estime de ce navire d'attaque rapide qui a permis aux Chinois de remporter la bataille de Caishi. Cependant, les navires à roues à aubes ont d'autres usages que celui purement militaire. Le commissaire de la marine marchande de Quanzhou, le musulman Pu Shougeng note que les navires à roues à aubes sont également utilisés par les Chinois comme remorqueurs.

## Métallurgie

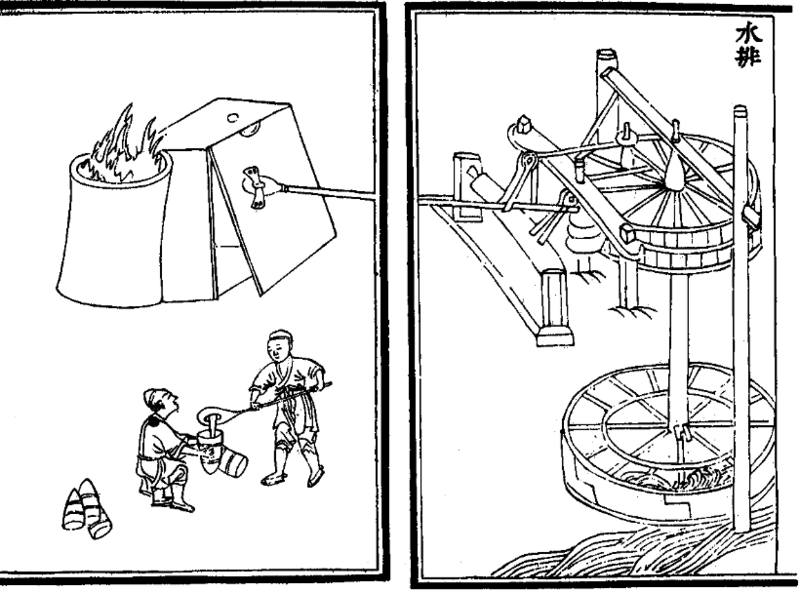
Illustration des soufflets d'un haut fourneau actionnés par des roues à eau, extrait du Nong Shu, par Wang Zhen, 1313, dynastie Yuan.

L'art de la métallurgie durant la dynastie Song repose sur les efforts des précédentes dynasties chinoises, qui ont développé de nouvelles méthodes. Les Chinois de la dynastie Han (202 av. J.-C. - 220) savent comment créer de l'acier en fondant du carbone de fer forgé et de la fonte, dès le Ier siècle av. J.-C.,,. Toutefois, la dynastie Song connaît deux nouvelles innovations majeures dans la fabrication d'acier, au cours du XIe siècle. La méthode berganesque produit de l'acier inférieur, non homogène. La seconde innovation est l'ancêtre du procédé Bessemer qui utilise la décarbonisation partielle via des forges répétées sous un vent froid.
Par habitant, la production d'acier est multiplée par sept entre 806 et 1078. Ainsi, la Chine produit en 1078 127 000 000 kg d'acier lourd par an,. L'historien Donald B. Wagner souligne que cette estimation est basée sur les recettes des taxes gouvernementales sur l'acier chez les différents producteurs de l'empire. Le processus de fonte utilise d'imposants soufflets actionnés par de grandes roues à eau. Un important montant de charbon est donc destiné dans le processus de production, ce qui conduit à une importante déforestation du nord de la Chine,. Cependant, à la fin du XIe siècle, les Chinois découvrent la bitumeuse à coke qui peut remplacer le rôle du charbon, épargnant ainsi des acres de terrains forestiers du nord de la Chine,. Cette importante augmentation de production de fer et d'acier en Chine est le résultat des besoins de l'expansion militaire, des demandes du commerce intérieur pour les produits métalliques comme les ustensiles de cuisine et une large variété des outils agricoles, et des canaux qui relient les importants centres de production avec les marchés des villes les plus animées. Les différents usages des produits manufacturés en acier sur la période Song inclut les armes en acier, les outils, les pièces de monnaie, les éléments architecturaux, les cloches de musique, les statues artistiques et les composants pour les machines telles que les marteaux à bascules hydrauliques, qui sont utilisés depuis le Ier siècle av. J.-C. et utilisés plus largement durant la dynastie Song. Selon l'historien Robert Hartwell, l'énorme production d'acier chinois au cours du XIIe siècle est équivalente à celle observée en Angleterre au début de la révolution industrielle durant le XVIIIe siècle. Toutefois, les Chinois Song n'exploitent pas l'énergie potentielle du charbon pour produire de la puissance mécanique, contrairement à la révolution industrielle qui est survenue en Occident. Dans certaines préfectures, l'industrie du fer chinoise est plus concentrée. Par exemple, le poète Su Shi recense en 1078 36 fonderies qui emploient chacune plusieurs centaines de personnes dans la préfecture industrielle de Liguo (sous sa gouvernance lorsqu'il administre Xuzhou).

## Énergie éolienne

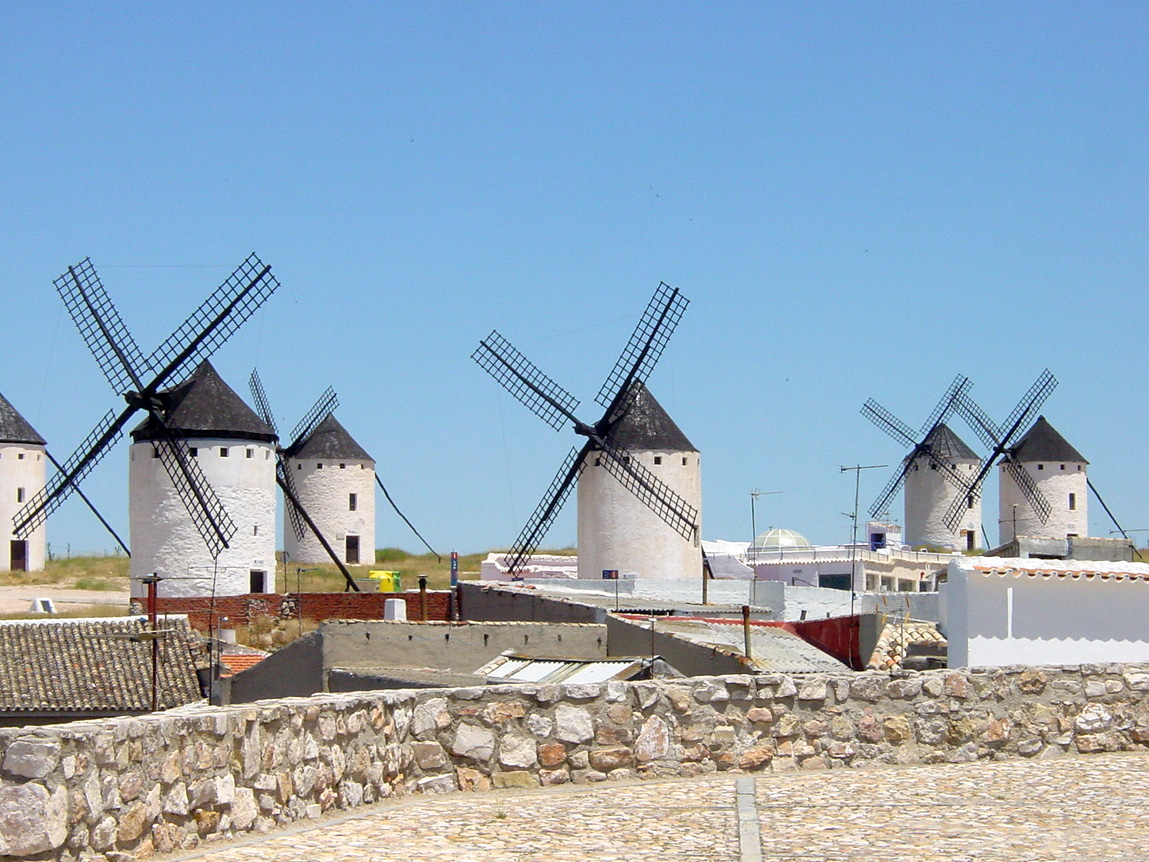
Moulins à vent verticaux dans la région de La Manche, en Espagne, qui diffèrent de la conception des moulins à vent horizontaux chinois.

L'effet de l'énergie éolienne est apprécié en Chine bien avant l'introduction des moulins à vent durant la période Song. Par le passé, les Chinois utilisaient des soufflets pneumatiques pour les fours et les fourneaux. Ils existent peut-être depuis la dynastie Shang (-1600 à -1050), avec la technologie compliquée du moulage de bronze. Ils étaient certainement utilisés avec les hauts fourneaux en Chine à partir du VIe siècle av. J.-C., destinés à compenser l'usage répandu d'outils de fermes et d'armes dès le Ve siècle av. J.-C.. En 31, le préfet et ingénieur de la dynastie Han Du Shi utilise des roues à eau horizontales et un mécanisme complexe de rouages pour activer les importants soufflets des hauts fourneaux lors de la fusion de la fonte. Les soufflets continuent également à être utilisés en métallurgie, mais d'autres sources d'énergie éolienne sont découvertes et exploitées. L'artisan de la dynastie Han Ding Huan est le pionnier dans l'invention de la suspension cardan et du ventilateur, qui est utilisé comme système d'air conditionné. Ils comportent sept roues de 3 m de diamètre chacune et mues manuellement, mais les palais de la dynastie Tang (618-907) utilisent des ventilateurs à énergie hydraulique pour l'air conditionné. Durant la dynastie Song, Needham déclare que « les effets réfrigérants des courants d'air artificiels sont de plus en plus appréciés ». Il existe également une machine complexe de vannage par un éventail rotatif, décrite dans le Livre d'agriculture de Wang Zhen, le Nong shu (农书 / 農書) en 1313 (même si la première description d'une telle machine remonte à la dynastie Han),. Après ces innovations, le moulin à vent est finalement introduit en Chine au début du XIIIe siècle au cours de la dynastie Jin au nord de la Chine.
L'érudit perse Ali Ibn Sahl Rabban al-Tabari écrit en 850 que l'ancien calife Omar ibn al-Khattâb a été assassiné en 644 par le technicien Abu Lu'lu'a, qui réclamait la construction de moulins actionnés par la force éolienne. Les moulins à vent des frères Banu Musa (850 à 870) sont plus fiables que ces derniers. Les frères sont les auteurs de plusieurs moulins à Sistan (Iran). Les Chinois du nord, sous le règne des Jurchens de la dynastie Jin prennent connaissance des moulins à vent du monde islamique dès le début du XIIIe siècle. Ceci est relaté dans le Shuzhai lao xue congtan (《庶斋老学丛谈》, shù zhāi lǎo xué cóngtán, « recueil d'étude de la vieillesse par de nombreux jeunes »), écrit par Sheng Ruzi (盛如梓). On y lit :
« Dans le recueil de travaux privés de « l'Érudit placide à la retraite » (Zhan Ran Ju Shi), il y a dix poèmes de Hechong Fu. Un de ceux-ci décrit une scène de ce lieu [...] et dit que « le blé stocké est moulu par le vent impétueux et le riz est pilonné au frais par des pilons suspendus. Les Occidentaux (c'est-à-dire les Turcs) utilisent là bas des moulins à vent (feng mo) comme les gens du Sud (c'est-à-dire de la dynastie des Song du Sud) utilisent les moulins à eau (shui mo). Et lorsqu'ils pilonnent, ils tiennent les pilons verticalement ». »
Ensuite, Sheng Ruozi cite une sélection écrite de moulins à vent de « l'Érudit placide à la retraite », qui est en fait Yelü Chucai (1190–1244), un important homme politique des dynasties Jin et Yuan. Ce passage fait référence au voyage de Yelü au Turkestan (l'actuel Xinjiang) en 1219 et Hechong Fu est en fait Samarcande (dans l'Ouzbékistan actuel). Par la suite, les Chinois appliquent le gréement de voile d'avant en arrière des jonques traditionnelles chinoises aux moulins à vent horizontaux. Ces moulins à vent sont utilisés avec les pompes du système d'irrigation. Des moulins à vent de ce type sont encore utilisés de nos jours à Tianjin et le long du Yangzi Jiang. Le premier Européen à voir les moulins à vent chinois est Jan Nieuhoff, qui les rencontre dans le Jiangsu alors qu'il voyage le long du Grand Canal en 1656, pour se rendre à l'ambassade néerlandaise à Pékin. Les premières descriptions de moulins à vent en Europe remontent à 1191, par Dan Herbert. Il s'agit des moulins de l'abbaye de Bury St Edmunds, à l'est de l'Angleterre.
Après les moulins à vent, on trouve d'autres applications de l'énergie éolienne en Chine, dans d'autres dispositions et même des véhicules. Il existe un chariot à voile qui apparaît durant la dynastie Ming au XVIe siècle (même s'il a pu exister auparavant). Les voyageurs européens en Chine du début du XVIe siècle sont surpris de trouver des brouettes à passagers ou cargo non seulement tirés par des mules ou des cheveux, mais aussi surmontés par des mâts et des voiles qui les propulsent à la force du vent.

## Archéologie
Au début de la dynastie Song, l'étude de l'archéologie développe l'intérêt pour les antiquités de la noblesse et leur désir de raviver l'usage de la vaisselle ancienne dans les rites et cérémonies. La croyance que les vaisselles anciennes ont été fabriquées par des sages et non pas des personnes ordinaires est critiquée par Shen Kuo, qui propose une approche interdisciplinaire de l'archéologie, en incorporant ses trouvailles archéologiques dans ses études sur la métallurgie, optique, astronomie, géométrie et les mesures anciennes de musique. Son contemporain Ouyang Xiu (1007-1072) compile un catalogue analytique d'estampages sur pierre et bronze, que Patricia Ebrey estime être l'origine de l'épigraphie et archéologie. Adoptant la même attitude que le futur historien Leopold von Ranke (1795-1886), certains lettrés, comme Zhao Mingcheng (1081-1129), affirment la primauté des documents archéologiques contemporains sur les ouvrages plus tardifs, qu'ils considèrent comme moins fiables. Hong Mai (1123-1202) utilise l'ancienne vaisselle de la dynastie Han pour démystifier ce qu'il considère comme des descriptions fallacieuses faites dans le catalogue archéologique Bogutu, compilé durant la seconde partie du règne de l'empereur Song Huizong (1100-1125).

## Géologie et climatologie
En plus de ses recherches en météorologie, astronomie et archéologie mentionnées précédemment, Shen Kuo émet aussi des hypothèses en géologie et climatologie dans son Mengxi Bitan en 1088, en particulier ses affirmations sur la géomorphologie et les changements climatiques. Shen pense le terrain est remodelé au cours du temps à cause de l'érosion perpétuelle, de soulèvements et de dépôts de limon. Il cite son observation des strates horizontales fossilisées incrustées dans la falaise de Taihang comme une preuve que le terrain est un ancien fond marin qui a été déplacé de plusieurs centaines de kilomètres à l'Est au cours du temps,,. Shen écrit également que des bambous pétrifiés ont été trouvés dans le sol d'une région aride du Nord où les bambous ne poussent pas d'ordinaire. Le climat évolue donc au cours du temps,.

#### Poudre à canon et armes à feu
- (en) « Chinese Fire Arrows » (consulté le 22 août 2011).
- (en) « The History of Early Fireworks and Fire Arrows », sur inventors.about.com (consulté le 22 août 2011).
- (en) « Gunpowder and Firearms in China », sur washington.edu (consulté le 22 août 2011).
- (en) « Chinese Siege Warfare: Mechanical Artillery & Siege Weapons of Antiquity ».

#### Autres
- (en) « Chinese Inventions and Technology » (consulté le 22 août 2011).
- (en) « Technology in the Song » (consulté le 22 août 2011).
- (en) « Su Song's Clock 1088 » (consulté le 22 août 2011).